# Ace K-1
O Ace K-1 dos Estados Unidos era um biplano mono-tripulado projetado em 1919 por Alexander Klemin, um professor de engenharia aeronáutica na Universidade de Nova York. Versões posteriores incluíram carenagem na instalação do motor para diminuir o arrasto e alguns foram equipados com o motor Salmson AD-9.
Características gerais
Tripulação: apenas o piloto
Comprimento: 18 ft 0 em (5,49 m)
Envergadura: 28 ft 4 in (8,64 m) 
Motor propulsores: monomotor a pistão, 40 cv (36 kW)
Velocidade máxima: 63 mph (100 km / h)
Alcance: 160 milhas (256 km)